# 11. Division (Deutsches Kaiserreich)
Die 11. Division, für die Dauer des mobilen Verhältnisses auch als 11. Infanterie-Division bezeichnet, war ein Großverband der Preußischen Armee.

## Gliederung
Das Kommando stand in Breslau, und die Division war Teil des VI. Armee-Korps.

### Friedensgliederung 1914
- 21. Infanterie-Brigade in Schweidnitz
  - Grenadier-Regiment „König Friedrich Wilhelm II.“ (1. Schlesisches) Nr. 10 in Schweidnitz
  - Füsilier-Regiment „General-Feldmarschall Graf Moltke“ (Schlesisches) Nr. 38 in Glatz
- 22. Infanterie-Brigade in Breslau
  - Grenadier-Regiment „König Friedrich III.“ (2. Schlesisches) Nr. 11 in Breslau
  - 4. Niederschlesisches Infanterie-Regiment Nr. 51 in Breslau
- 11. Kavallerie-Brigade in Breslau
  - Leib-Kürassier-Regiment „Großer Kurfürst“ (Schlesisches) Nr. 1 in Breslau
  - Dragoner-Regiment „König Friedrich III.“ (2. Schlesisches) Nr. 8 in Oels, Kreuzburg in Oberschlesien (2. Eskadron), Bernstadt (3. Eskadron) und Namslau (5. Eskadron)
- 11. Feldartillerie-Brigade in Breslau
  - Feldartillerie-Regiment „von Peucker“ (1. Schlesisches) Nr. 6 in Breslau
  - 2. Schlesisches Feldartillerie-Regiment Nr. 42 in Schweidnitz
- Landwehrinspektion Breslau

### Kriegsgliederung bei Mobilmachung 1914
- 21. Infanterie-Brigade
  - Grenadier-Regiment „König Friedrich Wilhelm II.“ (1. Schlesisches) Nr. 10
  - Füsilier-Regiment „General-Feldmarschall Graf Moltke“ (Schlesisches) Nr. 38
- 22. Infanterie-Brigade
  - Grenadier-Regiment „König Friedrich III.“ (2. Schlesisches) Nr. 11
  - 4. Niederschlesisches Infanterie-Regiment Nr. 51
  - 2. Schlesisches Jäger-Bataillon Nr. 6
- Jäger-Regiment zu Pferde Nr. 11
- 11. Feldartillerie-Brigade
  - Feldartillerie-Regiment „von Peucker“ (1. Schlesisches) Nr. 6
  - 2. Schlesisches Feldartillerie-Regiment Nr. 42
- 1. Kompanie/Schlesisches Pionier-Bataillon Nr. 6

### Kriegsgliederung 1918
- 21. Infanterie-Brigade
  - Grenadier-Regiment „König Friedrich Wilhelm II.“ (1. Schlesisches) Nr. 10
  - Füsilier-Regiment „General-Feldmarschall Graf Moltke“ (Schlesisches) Nr. 38
  - 4. Niederschlesisches Infanterie-Regiment Nr. 51
  - 2. Eskadron/Ulanen-Regiment „von Katzler“ (Schlesisches) Nr. 2
- Artillerie-Kommandeur Nr. 11
  - 2. Schlesisches Feldartillerie-Regiment Nr. 42
  - Fußartillerie-Bataillon Nr. 131
- Pionier-Bataillon Nr. 122
- Divisions-Nachrichten-Kommandeur Nr. 11

## Geschichte
Der Großverband wurde ursprünglich am 5. November 1816 als Truppen-Brigade in Breslau aufgestellt und dann am 5. September 1818 zur Division erweitert.

### Deutsch-Französischer Krieg
Während des Deutsch-Französischen Krieges nahm die Division an der Beschießung von Pfalzburg und Toul und dem Gefecht bei Moulin Saquet teil.

### Erster Weltkrieg

#### Gefechtskalender

##### 1914
- 22. bis 23. August – Schlacht bei Neufchâteau
- 24. bis 29. August – Schlacht an der Maas
  - 25. bis 26. August – Kämpfe um den Chiers
- 30. bis 31. August – Verfolgung von der Maas zur Marne
- 31. August bis 14. September – Stellungskämpfe vor Verdun
- 02. bis 3. September – Schlacht bei Varennes-Montfaucon
- 04. bis 5. September – Verfolgung westlich Verdun und durch die Argonnen
- 06. bis 12. September – Schlacht bei Vaubecourt-Fleury
- 13. September – St. Menéhould
- 15. bis 16. September – Cernay-Binarville
- ab 15. September – Stellungskämpfe in der Champagne und westlich der Argonnen

##### 1915
- bis 26. Januar – Stellungskämpfe in der Champagne und westlich der Argonnen
- 27. bis 31. Januar – Stellungskämpfe in der Champagne
- 01. bis 5. Februar – Schlacht bei Perthes les Hurlus und Massiges (3. Schlacht bei Perthes)
- 17. bis 18. Februar – Kämpfe um Vauquois
- 21. Februar bis 20. März – Winterschlacht in der Champagne
  - 28. Februar bis 15. März – Kämpfe um Vauquois
- 21. März bis 18. Juni – Stellungskämpfe in der Champagne
- 21. Juni bis 23. Juli – Schlacht bei La Bassèe und Arras
- 24. Juli bis 24. September – Stellungskämpfe in Flandern und Artois
- 25. September bis 5. Oktober – Herbstschlacht bei La Bassèe und Arras
- ab 7. Oktober – Stellungskämpfe westlich Péronne

##### 1916
- bis 23. Juni – Stellungskämpfe westlich Péronne
- 24. Juni bis 1. August – Schlacht an der Somme
- 01. bis 7. August – Reserve der 2. Armee
- 07. August bis 1. September – Stellungskämpfe bei Roye-Noyon
- 02. September bis 26. Oktober – Schlacht an der Somme
- 27. Oktober bis 12. Dezember – Stellungskämpfe in der Champagne
- ab 13. Dezember – Stellungskämpfe an der Somme (Reserve der OHL)

##### 1917
- bis 6. Januar – Stellungskämpfe an der Somme (Reserve der OHL)
- 06. Januar bis 15. März – Stellungskämpfe bei Roye-Noyon
- 16. bis 21. März – Kämpfe vor der Siegfriedfront
- 21. bis 27. März – Reserve der OHL
- 27. März bis 1. April – Stellungskämpfe in der Champagne
- 01. bis 12. April – Stellungskämpfe an der Yser
- 12. bis 16. April – Frühjahrsschlacht bei Arras
- 16. April bis 26. Mai – Stellungskämpfe an der Yser
- 27. Mai bis 28. Juni – Schlacht in Flandern
- 28. Juni bis 8. Juli – Stellungskämpfe in Flandern und Artois
- 09. Juli bis 26. September – Stellungskämpfe vor Verdun
- 28. September bis 31. Oktober – Stellungskämpfe in der Champagne
- 31. Oktober bis 11. November – Schlacht in Flandern (bei Passchendaele)
- 13. November bis 7. Dezember – Reserve der OHL
- ab 11. Dezember – Stellungskämpfe in der Champagne

##### 1918
- bis 16. Januar – Stellungskämpfe in der Champagne
- 16. Januar bis 25. Februar – Reserve der OHL
- 26. Februar bis 15. April – Stellungskämpfe in der Champagne
- 15. April bis 8. Juni – Kämpfe an der Avre und bei Montdidier und Noyon
- 09. Juni bis 7. August – Kämpfe an der Avre und an der Matz
  - 9. bis 13. Juni – Schlacht bei Noyon
- 08. August bis 3. September – Abwehrschlacht zwischen Somme und Oise
  - 9. bis 27. August – Schlacht um Roye und Lassigny
- 04. bis 18. September – Kämpfe vor der Siegfriedfront
- 19. September bis 9. Oktober – Abwehrschlacht zwischen Cambrai und St. Quentin
- 10. Oktober bis 4. November – Kämpfe vor und in der Hermannstellung
- 05. bis 11. November – Rückzugskämpfe vor der Antwerpen-Maas-Stellung
- ab 12. November – Räumung des besetzten Gebietes und Marsch in die Heimat

## Kommandeure
| Dienstgrad                   | Name                              | Datum                                                            |
| ---------------------------- | --------------------------------- | ---------------------------------------------------------------- |
| Generalleutnant              | Friedrich Erhard von Röder        | 05. November 1816 bis 2. April 1820                              |
| Generalmajor/Generalleutnant | Oldwig von Natzmer                | 03. April 1820 bis 11. Februar 1827                              |
| Generalmajor/Generalleutnant | August Hiller von Gaertringen     | 12. Februar 1827 bis 22. Juni 1830                               |
|                              | unbesetzt                         | 23. Juni bis 7. Dezember 1830                                    |
| Generalmajor                 | Karl Heinrich Stephan von Block   | 08. Dezember 1830 bis 29. März 1832 (mit der Führung beauftragt) |
| Generalmajor/Generalleutnant | Karl Heinrich Stephan von Block   | 30. März 1832 bis 29. März 1838                                  |
| Generalleutnant              | Friedrich Wilhelm von Brandenburg | 30. März 1838 bis 28. November 1839                              |
| Generalmajor/Generalleutnant | August von Koch                   | 19. Februar 1852 bis 22. Juli 1857                               |
| Generalmajor/Generalleutnant | Eduard von Schlichting            | 23. Juli 1857 bis 30. Juni 1860                                  |
| Generalmajor                 | Eduard von Oriola                 | 01. Juli 1860 bis 23. Juli 1861 (mit der Führung beauftragt)     |
| Generalmajor/Generalleutnant | Eduard von Oriola                 | 24. Juli 1861 bis 20. Oktober 1862                               |
| Generalleutnant              | Louis von Mutius                  | 23. Oktober 1862 bis 28. Januar 1863                             |
| Generalleutnant              | Adolf von Zastrow                 | 29. Januar 1863 bis 29. Oktober 1866                             |
| Generalleutnant              | Helmuth von Gordon                | 30. Oktober 1866 bis 10. Oktober 1871                            |
| Generalmajor/Generalleutnant | Friedrich von Brandenburg         | 11. Oktober 1871 bis 12. Januar 1880                             |
| Generalmajor                 | Rudolf von Wechmar                | 13. Januar bis 21. März 1880 (mit der Führung beauftragt)        |
| Generalleutnant              | Rudolf von Wechmar                | 22. März 1880 bis 9. September 1881                              |
| Generalmajor                 | Ernst von der Burg                | 20. September bis 14. November 1881 (mit der Führung beauftragt) |
| Generalleutnant              | Ernst von der Burg                | 15. November 1881 bis 8. September 1884                          |
| Generalmajor                 | Karl von Schaumann                | 02. August bis 18. September 1888 (mit der Führung beauftragt)   |
| Generalleutnant              | Karl von Schaumann                | 19. September 1888 bis 8. Juni 1891                              |
| Generalmajor                 | Viktor von Lignitz                | 09. Juni bis 16. November 1891 (mit der Führung beauftragt)      |
| Generalleutnant              | Viktor von Lignitz                | 17. November 1891 bis 5. Februar 1896                            |
| Generalleutnant              | Emil von Meerscheidt-Hüllessem    | 06. Februar 1896 bis 21. Mai 1899                                |
| Generalmajor                 | Louis von Stephani                | 22. Mai bis 14. Juni 1899 (mit der Führung beauftragt)           |
| Generalleutnant              | Louis von Stephani                | 15. Juni 1899 bis 5. März 1902                                   |
| Generalleutnant              | Reimer von Ende                   | 22. März 1902 bis 18. Mai 1903                                   |
| Generalleutnant              | Konrad Ernst von Goßler           | 19. Mai 1903 bis 15. April 1908                                  |
| Generalleutnant              | Eugen von Falkenhayn              | 15. April 1908 bis 2. Mai 1910                                   |
| Generalleutnant              | Gustav von Oertzen                | 03. Mai 1910 bis 12. Juni 1911                                   |
| Generalleutnant              | Eberhard von Claer                | 13. Juni 1911 bis 4. Januar 1913                                 |
| Würt. Generalleutnant        | Eugen von Dorrer                  | 01. April 1913 bis 2. März 1914                                  |
| Generalleutnant              | Richard von Webern                | 03. März 1914 bis 23. September 1916                             |
| Generalleutnant              | Arthur von Eisenhart-Rothe        | 24. September 1916 bis 17. Dezember 1916                         |
| Generalleutnant              | Roderich von Schoeler             | 18. Dezember 1916 bis 10. Mai 1917                               |
| Generalmajor/Generalleutnant | Günther von Etzel                 | 11. Mai 1917 bis 22. Juni 1918                                   |
| Generalleutnant              | Walter Schmidt von Schmidtseck    | 22. Juni 1918 bis November 1918                                  |